# Richard Pérez (Fußballspieler)
Richard Pérez (* 23. September 1973 in San Carlos) ist ein uruguayischer Fußballspieler.

## Karriere
Der 1,89 Meter große Mittelfeldakteur Pérez gehörte zu Beginn seiner Karriere von 1998 bis Ende 1999 der Mannschaft von Centro Atlético Fénix an. 2000 spielte er dann bei einem nicht näher bezeichneten uruguayischen Klub. Von 2001 bis Ende 2003 war Deportivo Maldonado sein Arbeitgeber. In der Saison 2004 stand er in Reihen von Defensor Sporting und bestritt elf Spiele (kein Tor) in der Primera División. Anfang 2005 wechselte Pérez zum Club Atlético Atenas. Den in seiner Geburtsstadt beheimateten Verein verließ er Anfang September 2006 und schloss sich erneut Deportivo Maldonado aus der benachbarten Departamento-Hauptstadt an. Seit Januar 2007 ist er für den Amateurverein Club Atlético Libertad aktiv.